# Ruská armáda (1917)
V roce 1917 ruská armáda formálně přestala být ruskou carskou armádou, když byla moc v Rusku převedena z impéria do rukou prozatímní vlády.
Po únorové revoluci došlo k narušení struktury velení i zásobování a armáda byla vyčerpaná boji první světové války.
Revoluční vlna ovlivnila armádu, která byla prolnuta demokratizačními procesy a hierarchie velení byla zpochybněna. Rozkaz č. 1 vydaný petrohradským dělnicko-vojenským sovětem nařizoval vojákům a námořníkům, aby poslouchali své důstojníky a prozatímní vládu pouze tehdy, pokud jejich rozkazy nebyly v rozporu s dekrety petrohradského sovětu. Výklad rozkazu, jak v té době, tak i pozdějšími historiky, byl předmětem kontroverze. Zatímco mnoho učenců souhlasí s tím, že rozkaz vážně narušil armádní disciplínu, John Boyd argumentoval, že ve skutečnosti bylo záměrem rozkazu disciplínu obnovit a jasně uváděl, že má být aplikován pouze na vojáky mimo frontovou linii. Ačkoliv rozkaz nevyzýval k demokratické volbě důstojníků, byla to jeho rozšířená mylná interpretace.